# جوردن أوكونور
جوردن أوكونور هو ملحن كندي، ولد في 20 نوفمبر 1972 في أوتاوا في كندا.